# Český zemský sněm
Český zemský sněm neboli oficiálně Sněm Království českého (německy Landtag des Königreiches Böhmen či jen Böhmischer Landtag) v Praze byl po několik staletí až do roku 1918 (prakticky jen do roku 1913) zemský sněm, tedy nejvyšší stavovský, po roce 1861 zákonodárný orgán Českého království. Od založení do roku 1848 zasedal ve Staré sněmovně na Pražském hradě a po roce 1861 v Thunovském paláci na Malé Straně, kde v současnosti sídlí parlamentní sněmovna poslanců.

## Stavovský zemský sněm a jeho fungování za absolutismu

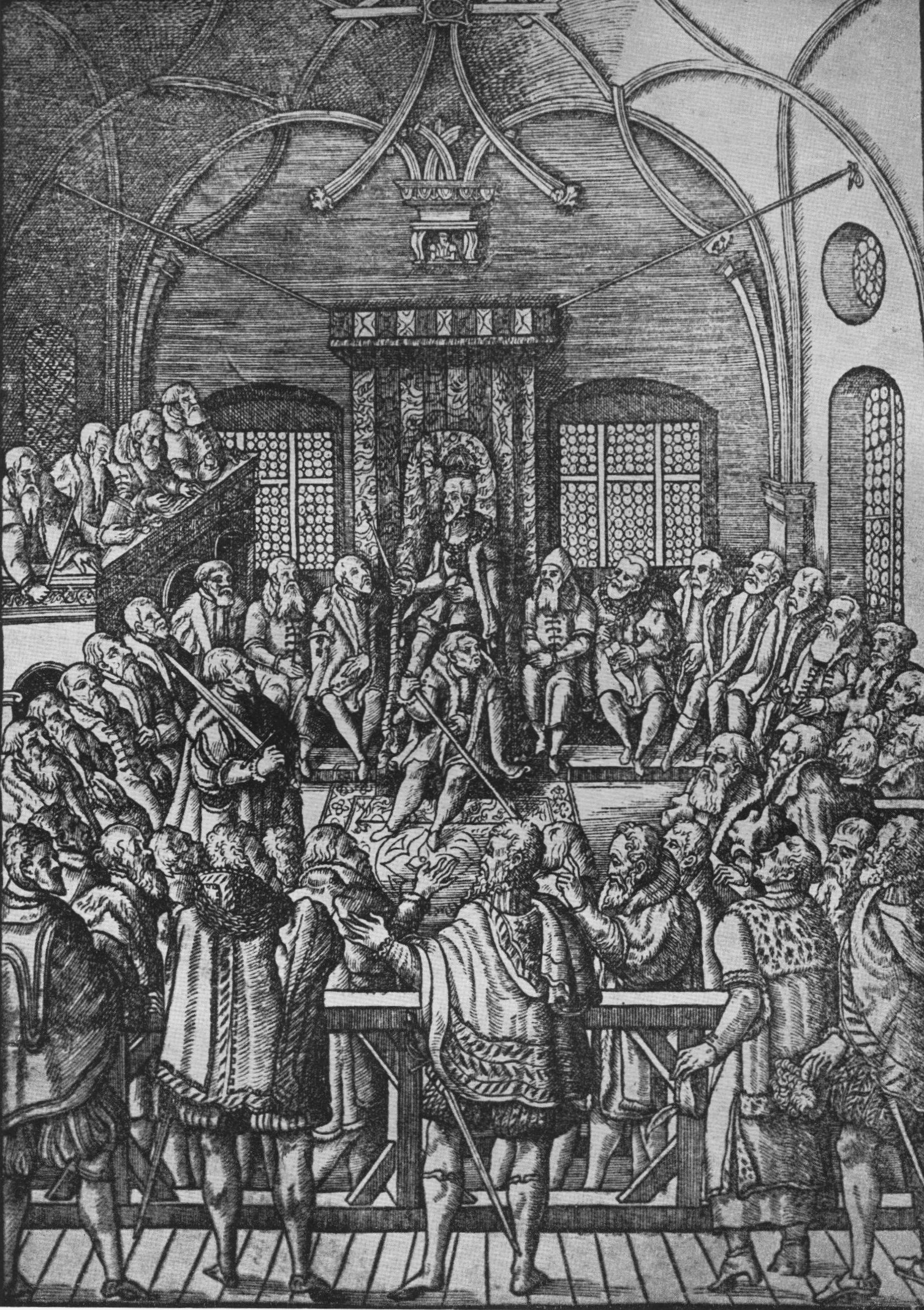
Jednání ve Staré sněmovně v roce 1564 za přítomnosti krále Maxmiliána

Čeští stavové si za svého krále roku 1471 zvolili polského Jagellonce Vladislava II. V roce 1500 bylo v zemském sněmu schváleno Vladislavské zřízení zemské pojmenované po králi. To zajistilo českým pánům a zemanům rozsáhlý podíl na politickém spolurozhodování a zároveň je považováno za nejstarší písemnou českou ústavu.
Předsedající sněmu se nazýval Nejvyšší purkrabí (něm. Oberstburggraf). Ten vedl jednání s osmi přísedícími jmenovanými sněmem, po dvou z každého ze stavů.
Po porážce českých stavů v bitvě na Bílé hoře vyhlásil roku 1627 pro Čechy, respektive 1628 pro Moravu, Ferdinand II. Obnovené zřízení zemské, v němž bylo monopolní postavení stavů zrušeno ve prospěch zemské vlády. I přes tato omezení zůstal zemský sněm a jeho výbory, podobně jako zemský výbor v Rakousku, účinným prostředkem politického spolurozhodování. Ve svých zasedáních, zpravidla jednou do roka, se mohli stavové skrze výše daní stavět na odpor zemským pánům. Všechny přímé i nepřímé daně, vyjma výběru cel, zůstaly v kompetenci stavů. Zemský sněm tak byl spíše reliktem stavovského státu, než nástrojem absolutistické moci. Již ve 30. letech 17. století byl sněm opět základnou pro organizování opozice a místem politických třenic.
Teprve za panování Marie Terezie byl silný podíl stavů na moci trvale omezen.
Stavovské sněmy byly, s výjimkou let 1784–1788 za Josefa II., pořádány bez přerušení do roku 1848. Na konci existence, v roce 1848 měly zemské stavy 214 členů.

## Snahy o volený zemský sněm roku 1848
Revoluce roku 1848 se dotkla také českých zemí. V Čechách se jedním z hlavních požadavků stalo ustavení zemského sněmu, který by byl reprezentativně sestaven z volených poslanců. Během března 1848 jednal Svatováclavský výbor o různých návrzích na vymezení působnosti a způsobu volby sněmu. Koncem března František August Brauner výslovně odmítl návaznost na dosavadní stavovský sněm a to ani s variantou jeho doplnění o zástupce měst. Českým požadavkem bylo parlamentní shromáždění s širokým zastoupením (uvažovalo se i o společném sněmu pro české země, tedy včetně Moravy a Slezska). Na 30. března 1848 plánované zasedání „starého“ zemského sněmu neproběhlo. Místo toho byly sněmy odročeny na neurčito. Již v této rané fázi se na debatách okolo ustavení sněmu projevil národnostní konflikt. Svatováclavský výbor (později Národní výbor) byl stále více vnímán jako zástupce českojazyčného obyvatelstva, zatímco 28 největších německých měst v českých zemích podalo písemný protest císaři, v němž vznik Českého zemského sněmu odmítala.
Císařský kabinetní list z 8. dubna 1848 přislíbil Čechám zřízení nejvyšších úřadů s vysokou mírou samosprávy, byť otázkám státoprávního postavení českých zemí jako takových se vyhnul. Okolo 20. dubna Národní výbor přijal podrobnější návrh volebního systému na Český zemský sněm. Kromě 210 nevolených šlechtických zástupců coby pokračování stavovského sněmu na něm mělo zasedat 327 volených poslanců. Město Praha si mělo zvolit 12 poslanců, města nad 8000 obyvatel po dvou a města s více než 4000 obyvatel po jednom. Venkovské obyvatelstvo si mělo zvolit za každý volební obvod (v dobové terminologii vikariát) dva poslance. Dále se počítalo se zachováním zastoupení pro nevolené členy původního stavovského sněmu a jako virilisté zde měli zasedat rektor a čtyři děkani fakult pražské univerzity a jeden zástupce pražské polytechniky. Volební právo měl mít každý občan platící daně. Zemský sněm měl být oprávněn „radit se a usnášet na všech zemských záležitostech“.
Leopold Lev z Thun-Hohensteina, císařský místodržící (guberniální prezident) v Čechách nedostal žádné pokyny z Vídně (která byla mezitím zachvácena revolučním hnutím) a proto se rozhodl vypsat volby do zemského sněmu na 17. květen. Počítalo se s tím, že sněm se sejde 7. června. Volby se však nemohly uskutečnit podle plánu, protože situace ve Vídni se dále vyostřila a vyústila v útěk císařského dvora z hlavního města. Navíc ani podpora zamýšlenému volebnímu systému nebyla mezi Čechy jednoznačná. Celkový posun k radikálnějším demokratickým koncepcím se odrazil i v požadavcích, které koncem května prezentoval Karel Sladkovský, podle kterého byl původní návrh Národního výboru nespravedlivý.
Po květnovém odkladu rozhodl císař Ferdinand I. o vypsání voleb do zemského sněmu 6. června. Místodržící Lev Thun-Hohenstein následně určil za termín hlasování 12. – 14. červen s tím, že ustavující zasedání sněmu se mělo odehrát 24. června. Opět však došlo k odkladu, protože v Praze mezitím vypuklo červnové povstání. Nicméně ještě během června byly v naprosté většině obvodů volby provedeny. Ve venkovských vikariátech získalo mandát 126 poslanců české a 76 poslanců německé národnosti, ve městech bylo zvoleno 52 Čechů a 30 Němců.
Sněm se však nikdy nesešel. Žádosti místodržícího Thuna z 24. června o svolání sněmu na 4. červenec 1848 vláda svým výnosem z 26. června nevyhověla. Místo toho vypsala v Čechách přímé volby do celostátního zákonodárného sboru Říšského sněmu. Došlo i k zákazu Národního výboru a společně se zánikem původního stavovského sněmu tak Čechy pro následující roky zcela ztratily poslední relikty staré zemské samosprávy.

## Ustavení voleného zemského sněmu roku 1861

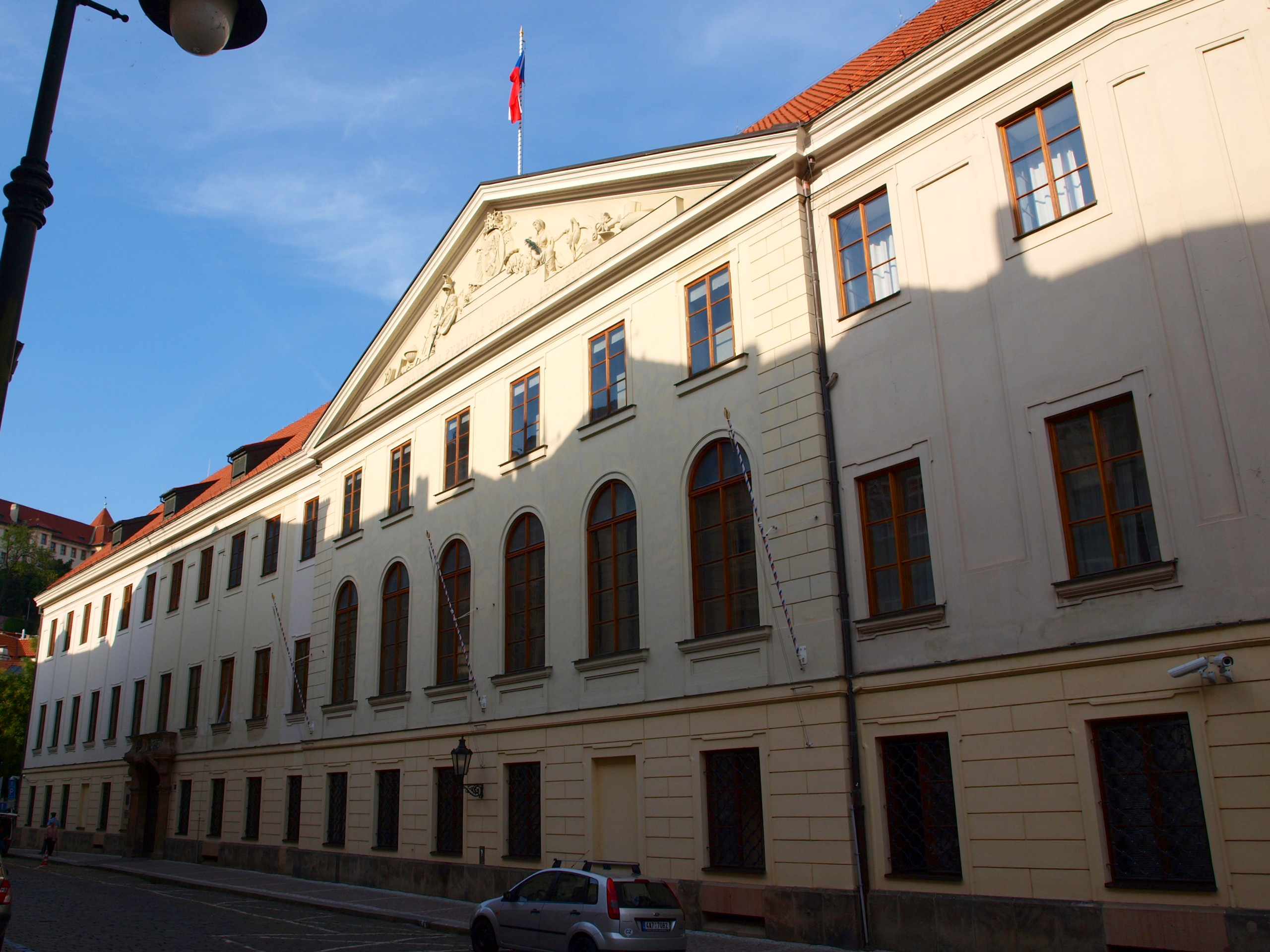
Thunovský palác na Malé Straně v Praze, někdejší sídlo Českého zemského sněmu, dnes sídlo Poslanecké sněmovny PČR

Od konce 50. let 19. století se neoabsolutistická forma vlády v Rakousku dostávala do krize. Výrazným otřesem byla prohraná válka v Itálii roku 1859. Monarchie se následně vydala cestou obnovy ústavního života. Říjnový diplom, vydaný císařem Františkem Josefem I. na podzim 1860, naznačoval obrysy ústavní a parlamentní formy vlády. Ty pak konkretizovala únorová ústava z počátku roku 1861. Předpokládala ustavení Říšské rady coby nejvyššího zákonodárného sboru, voleného ovšem nepřímo jako soubor delegátů jednotlivých zemských sněmů.
Ještě během března 1861 císař vypsal ve všech korunních zemích zemské volby. Český zemský sněm se poprvé sešel 6. dubna 1861. Zemský sněm měl své sídlo v Thunovském paláci na pražské Malé Straně, který byl pro tento účel roku 1861 adaptován, zatímco stavovský zemský sněm předtím zasedal na Pražském hradě.

## Složení zemského sněmu a volební systém
Únorová ústava přesně vymezila volební systém do Českého zemského sněmu. Měl celkem 241 poslanců:
- Na sněmu zasedalo pět takzvaných virilistů, tedy nevolených členů, kteří mandát získávali z titulu své funkce. Byli jimi pražský arcibiskup, biskupové z Litoměřic, Hradce Králové a Českých Budějovic a také rektor pražské univerzity (od roku 1882 rektoři obou pražských univerzit, tedy české i německé, čímž počet virilistů stoupl na šest a celkový počet poslanců na 242).

Zbylých 236 volených poslanců bylo voleno podle kuriového systému (odděleně), s různě definovaným majetkovým omezením volebního práva (volební cenzus). Ke zvolení bylo třeba dosáhnout absolutní většiny, při rovnosti hlasů rozhodoval los. Pokud žádný kandidát (nebo ve vícemandátových obvodech nikoliv plný počet kandidátů) nedosáhl této většiny, konalo se druhé skrutinium a pokud ani v něm nebyla dosažena většina, následovala třetí (užší volba), do které postupoval vždy dvojnásobný počet volených poslanců (v nejčastějších, jednomandátových okrscích tedy dva nejsilnější kandidáti z předchozího kola). Do sněmu se volilo ve čtyřech skupinách, které pak na sněmu tvořily tři kurie:
- velkostatkářská kurie sestávala ze 70 poslanců zastupujících velké pozemkové vlastníky. Z toho:
  - 16 zástupců za držitele fideikomisních (svěřeneckých) statků a
  - 54 zástupců za držitele nefideikomisních (nesvěřeneckých) statků

- kurie měst a obchodních a živnostenských komor sestávala z 87 poslanců volených ve dvou skupinách:[18]
  - skupina měst a průmyslových míst sestávala ze 72 poslanců za městské volební obvody, tvořené většími městy (v případě Prahy bylo několik volebních obvodů, každý po dvou poslancích, Liberec volil tři poslance, zbylé obvody byly jednomandátové).
  - skupina obchodních a živnostenských komor sestávala z 15 poslanců vybíraných z řad těchto profesních organizací (pražská a liberecká obchodní a živnostenská komora volila po čtyřech poslancích, chebská tři poslance a českobudějovická a plzeňská po dvou).[19]
- kurie venkovských obcí sestávala ze 79 poslanců volených v jednomandátových obvodech ve zbylých venkovských obcích a menších městech.

Volební systém se od roku 1861 již výrazněji neproměnil. Téměř beze změn zůstalo i vymezení volebních obvodů, které tak neodráželo dramatické demografické proměny, k nimž během 19. století došlo (například nijak nevzrostlo sněmovní zastoupení později až půlmilionové pražské aglomerace). K drobným úpravám volebních okrsků došlo pouze v případě několika národnostně smíšených volebních obvodů. Okrsek venkovských obcí Vimperk – Volyně byl roku 1874 při neúčasti Čechů na sněmu německou většinou rozdělen, vimperská část připojena k obvodu Kašperské hory, Nýrsko, Hartmanice, zatímco české Volyňsko k obvodu Strakonice. Podobně obvod venkovských obcí Lanškroun – Ústí nad Orlicí byl roku 1877 rozdělen podle etnických hranic. Zanikl také původní národnostně smíšený volební obvod venkovských obcí Plzeň, Touškov, Stříbro, Stod.

## Orgány a pravomoci zemského sněmu
Pravomoci sněmu byly vymezeny negativně, tedy coby všechny zákonodárné kompetence, které podle ústavních zákonů neměla Říšská rada ve Vídni. Šlo hlavně o otázky zemědělství, veřejných staveb, otázky komunální, samosprávní, církevní a školské. Sněm schvaloval zemský rozpočet, který byl plněn zemskou přirážkou k přímým daním, které mohly dosahovat až 10 %. Každý zemský zákon podléhal schválení (potvrzení) císařem. Schůze sněmu byly veřejné. Usnášeníschopným byl, pokud byla přítomna alespoň polovina poslanců. Běžné zákony se schvalovaly prostou většinou; závažnější legislativní normy jako změny volebního systému, volebních obvodů a jednacích procedur sněmu vyžadovaly přítomnost tří čtvrtin poslanců a dvoutřetinovou většinu pro návrh. Poslanci byli chráněni imunitou. Jednacím jazykem byla čeština a němčina zcela rovnoprávně, často byla jednání vedena dvojjazyčně, kdy po přednesení návrhu v jednom zemském jazyce následovalo shrnutí v druhé řeči. Mandát poslance mohl zaniknout delší neomluvenou absencí (uplatněno masivně během 60. a 70. let v době české pasivní rezistence, kdy byly desítky českých poslanců takto zbaveny mandátu a v jejich obvodech vypsány doplňovací volby).
V čele sněmu stál Nejvyšší maršálek Království českého. Jeho funkční období, jakož i období jeho náměstka a sněmu jako takového, bylo stanoveno na šest let. Maršálek předsedal zemskému výboru, který byl exekutivním orgánem sněmu. Výbor měl osm členů (v dobové terminologii přísedících). Každá ze tří sněmovních kurií do něj volila dva členy, zbylí dva byli voleni celým sněmem. Výbor úřadoval i v době, kdy sněm nezasedal, vedl správu zemského majetku a připravoval podklady pro jednání sněmu. Dělil se na několik odborů. Podléhala mu mimo jiné významná zemská zemědělská rada.

### Seznam Nejvyšších zemských maršálků
| Nejvyšší zemský maršálek        | V úřadu od        | V úřadu do        |
| ------------------------------- | ----------------- | ----------------- |
| Albert z Nostic-Reinecku        | 31. března 1861   | 31. července 1863 |
| Karel z Rothkirch-Panthenu      | 9. listopadu 1863 | 30. září 1866     |
| Albert z Nostic-Reinecku        | 4. října 1866     | 27. února 1867    |
| Edmund z Hartigu                | 4. dubna 1867     | 3. srpna 1867     |
| Adolf Karel Daniel z Auerspergu | 4. srpna 1867     | 31. března 1870   |
| Albert z Nostic-Reinecku        | 26. srpna 1870    | 23. prosince 1870 |
| Jiří Kristián z Lobkovic        | 11. září 1871     | 23. dubna 1872    |
| Karel Vilém Filip z Auerspergu  | 23. dubna 1872    | 31. května 1883   |
| Jiří Kristián z Lobkovic        | 4. července 1887  | 10. prosince 1907 |
| Ferdinand z Lobkovic            | 28. srpna 1908    | 25. července 1913 |

### Seznam náměstků Nejvyššího zemského maršálka
- Václav Vaňka (1861–1863)
- Václav Bělský (1864–1866)
- Johann Limbeck (1867–1868)
- Anton von Banhans (1868–1870)
- Václav Bělský (1870–1872)
- Eduard Claudi (1872–1878)
- Karel Leopold Klaudy (1878–1883)
- Anton Waldert (1883–1886)
- Jindřich Šolc (1887–1895)
- Julius Lippert (1895–???)[17]
- Josef Wohanka (1899–???)[22]
- Albert Werunsky (1901–???)[23]
- Karl Urban (1908–???)[24]

## Fungování sněmu v politickém systému Rakouska a Rakouska-Uherska
Od roku 1861 byl Český zemský sněm po více než půl století hlavním zemským politickým kolbištěm. Z hlediska volebního systému i pravomocí fungoval v prakticky nezměněné podobě až do rozpuštění roku 1913. Za tuto dobu se odehrálo jedenáct zemských voleb, které určily jeho složení:
- Zemské volby v Čechách 1861: Zhruba třetinu křesel na sněmu po prvních volbách obsadila česká politická reprezentace, další třetinu zástupci českých Němců a třetinu reprezentanti velkostatkářů. Čeští poslanci od počátku kritizovali volební systém, který podle nich nebyl spravedlivý. S požadavky na volební reformu pak vystupovali dlouhodobě, ale žádné výraznější změny ve volebním systému až do roku 1918 nenastaly.[25][26] Sněm zasedal jen po několik týdnů v dubnu 1861. Jeho úkolem bylo provést volbu poslanců do celostátního zákonodárného sboru (Říšské rady), což se stalo. V následujících dvou letech se sněm nescházel a hlavní debaty o politickém a státoprávním směřování monarchie se odehrávaly na Říšské radě ve Vídni. Opětovně byl sněm svolán na 8. ledna 1863 a opět řešil bez konkrétního výsledku státoprávní otázky.[27] Znovu pak zemský sněm zasedal od 2. března do 31. května 1864,[28] od 23. listopadu 1865 do 23. března 1866, kdy se již pod dojmem zářijového manifestu (pozastavení činnosti Říšské rady) opět dostávala do popředí role zemských samospráv,[29] a od 19. listopadu 1866 do prosince 1866.[30]

- Zemské volby v Čechách leden 1867: Vypsány císařem s cílem obeslat mimořádnou Říšskou radu, která měla schválit chystané rakousko-uherské vyrovnání. Volby přinesly vítězství federalistickému proudu, který trval na respektování státoprávní odlišnosti Čech. Tvořila ho česká Národní strana (staročeši) a Strana konzervativního velkostatku (zastupující historickou šlechtu). Sněm ostře kritizoval rakousko-uherské vyrovnání a odmítl legitimitu užší Říšské rady pro předlitavské země. Císař proto sněm po několika týdnech rokování rozpustil a vypsal nové volby.[31][32]

- Zemské volby v Čechách březen 1867: Vypsány císařem se snahou zvrátit silové poměry na sněmu. To se díky provládní agitaci mezi šlechtou zdařilo a ve velkostatkářské kurii došlo k přelivu téměř všech ze 70 jejích mandátů ve prospěch centralistické a provídeňské Strany ústavověrného velkostatku, které předsedal Karel Vilém Auersperg. Při téměř nezměněném poměru sil v zbylých kuriích se Češi a federalisté ocitli na sněmu v menšině (sněm měl 154 ústavověrných a 87 státoprávních poslanců). Česká reprezentace pak sněm opustila a začala politika pasivní rezistence – Češi na své mandáty nerezignovali, ale fakticky se na jednání sněmu nedostavovali (s výjimkou srpna 1868, kdy zde František Ladislav Rieger přednesl jejich jménem protestní státoprávní deklaraci českých poslanců). Centralistická většina mezitím odsouhlasila obeslání Říšské rady a pomohla ke schválení rakousko-uherského vyrovnání. Absentující Češi byli mandátů zbaveni, ale vesměs byli opětovně zvoleni v doplňovacích volbách v září 1869.[33][34] Sněm zasedal od dubna 1867 do října 1869.[35]

- Zemské volby v Čechách 1870: Vypsány v době, kdy v Předlitavsku nastoupila vláda Alfreda von Potockého, která byla na rozdíl od předchozího kabinetu Karla von Auersperga smířlivější vůči českým požadavkům na respektování historických zemských práv. Ve volbách opět převážila federalistická aliance staročechů a Strany konzervativního velkostatku. Češi tak přerušili bojkot sněmu. V následujících měsících se zde odehrávaly debaty okolo projektu česko-rakouského vyrovnání, které by uznalo svébytnost českého státu a poskytlo mu v rámci Předlitavska výrazné pravomoci. V říjnu 1871 schválil sněm takzvané fundamentální články. Ovšem jejich uvedení do praxe zamezila část vídeňských politických kruhů. Česká pasivní rezistence byla obnovena.[36][37] Sněm zasedal od srpna 1870 do listopadu 1871.[38]

- Zemské volby v Čechách 1872: Konaly se v době vyostřené české opozice vůči ústavnímu systému Předlitavska. Vláda je vypsala s cílem opět proměnit silové poměry na sněmu a připravit Čechy o tuto opoziční platformu. Před volbami probíhaly masivní manipulace s voličskými seznamy a majetkové transakce, které uměle zvyšovaly počty oprávněných voličů ve velkostatkářské kurii. Kvůli vnímaným podvodům byly v českém prostředí označovány jako chabrusové volby. V důsledku machinací byli ve velkostatkářské kurii bez výjimky zvoleni kandidáti Strany ústavověrného velkostatku. V celkových číslech pak ústavověrní, českoněmečtí a provídeňští kandidáti získali na sněmu většinu a česká politická reprezentace byla opět vytlačena z rozhodujícího vlivu. Během úvodní schůze Češi sněm opustili a obnovili pasivní rezistenci.[39][40] Centralistická většina pak zvolila vlastní kandidáty do Říšské rady, kde potom došlo při neúčasti Čechů k hladkému schválení souboru ústavních zákonů (takzvaná dubnová ústava), kterými byla zavedena přímá volba do Říšské rady, dosud tvořené pouze delegáty zemských sněmů (poprvé aplikována ve volbách do Říšské rady roku 1873). Role zemského sněmu tak výrazně poklesla.[41] Češi byli pro absenci opět masivně zbaveni mandátů na sněmu. V doplňovacích volbách v červenci roku 1874 sice většina z nich mandát obhájila, ale do volebního klání poprvé se samostatnou kandidaturou vstoupila mladočeská strana, která odmítala pasivní rezistenci, a jejích sedm zvolených poslanců se do práce zemského sněmu zapojilo.[42][43] Sněm zasedal od dubna 1872 do dubna 1877.[44]

- Zemské volby v Čechách 1878: Česká politická reprezentace (staročeši i mladočeši) uzavřela před volbami dohodu o vzájemné podpoře, do voleb tak opět šel jednotný blok českých občanských kandidátů. Staročeši zároveň ustoupili od pasivní rezistence.[45] Ve velkostatkářské kurii ovšem opět zvítězila Strana ústavověrného velkostatku, takže Češi a federalisté, byť se nyní do práce sněmu zapojili, byli po celé následující funkční období v menšině.[46][47] Sněm zasedal od září 1878 do října 1882.[48]

- Zemské volby v Čechách 1883: Konaly se v době, kdy česká politická reprezentace na celostátní úrovni již několik let byla součástí provládní většiny. Po volbách do Říšské rady roku 1879 totiž Češi tvořili významnou sílu vládní koalice v rámci konzervativní vlády Eduarda Taaffeho (takzvaný železný kruh pravice). Plodem této provládní orientace byly některé významné české úspěchy jako Stremayrova jazyková nařízení povyšující status češtiny ve vnější úřední komunikaci nebo rozdělení pražské univerzity na českou a německou část. Do voleb na sněm šli staročeši i mladočeši společně. Poprvé od roku 1870 nyní ve velkostatkářské kurii opět získala většinu Strana konzervativního velkostatku. V kombinaci se zisky staro- a mladočechů tak měl zemský sněm znovu federalistickou (nebo alespoň autonomistickou) většinu. V menšině se naopak ocitli centralisticky orientovaní čeští Němci. Ti postupně přecházeli na defenzivní strategii, žádali administrativní rozdělení Čech podle etnické hranice a od roku 1886 zahájili sami pasivní rezistenci (bojkot sněmu).[49][50] Sněm zasedal od července 1883 do ledna 1889.[51]

- Zemské volby v Čechách 1889: Probíhaly v době rostoucího pnutí mezi staročechy a mladočechy. Mladočeská strana se postupně obracela proti výsledkům vlády Eduarda Taaffeho a kritizovala staročechy za nedůslednost při obhajobě národních zájmů. Terčem její kritiky se staly školské reformy (Gautschovy ordonance) a roku 1887 pak vrcholila takzvaná drobečková aféra, v níž byl kritizován předák staročechů František Ladislav Rieger. Do voleb šli mladočeši opět samostatně a ostře se vymezovali proti staročeské politice. Staročeši sice zvítězili, ale jen mírnou převahou nad mladočeskými kandidáty. Na sněmu pak fungovaly dva české konkurenční poslanecké kluby.[52][53] Okolo roku 1890 se jejich vztahy dále zhoršovaly, když vrcholila mladočeská agitace proti takzvaným punktacím, které měly být pokusem o česko-německý smír v Čechách. Ve volbách do Říšské rady roku 1891 byli staročeši téměř vymazáni z politické mapy.[54]

- Zemské volby v Čechách 1895: Konaly se v době, kdy na celostátní úrovni již mladočeši drtivým způsobem ovládli českou politickou scénu. Volby potvrdily tento trend i na zemské úrovni. Mladočeši se stali s téměř 90 mandáty dominantní politickou stranou v českém táboře, mezi českými Němci uspěla liberální strana, ale silné pozice si vydobyla i národnostně radikálnější Německá lidová strana. V zárodečné podobě se objevily i další politické formace stavovského a ideologického typu.[17][55][56] Díky volbám zesílil zájem vlády Kazimíra Badeniho o mladočechy. Přechod mladočechů na provládní pozice vyvrcholil roku 1897, kdy byla přijata Badeniho jazyková nařízení, jež měla výrazně zvýšit oficiální status češtiny. Nebyla ovšem pro německou opozici uvedena v platnost a vedla k pádu Badeniho vlády. V souvislosti s tím se vyostřil česko–německý konflikt, který se projevoval i v jednání sněmu. Sněm zasedal od prosince 1895 do července 1901.[57]

- Zemské volby v Čechách 1901: Odehrávaly se v době trvalé vládní nestability a polarizace politického systému Předlitavska. Roku 1900 nastoupila vláda Ernesta von Koerbera, která se pokoušela překlenout rozpory příslibem ekonomické modernizace.[58] Kromě národnostního pnutí se vyostřovaly i ideologické, stavovské a sociální rozpory. Mladočeská strana sice ve volbách obhájila pozici nejsilnějšího českého politického subjektu, ale ztratila řadu mandátů. Výrazně se na zemském sněmu etablovali čeští agrárníci a další menší strany. V německém táboře proběhla razantní proměna, když dosavadní dominantní Pokrokovou stranu ztratila své vedení a v počtu mandátů se jí vyrovnali radikálně nacionalističtí všeněmci. Volby celkově poznamenala neúčast voličů. Zúčastnilo se jich jen cca 40 % oprávněných voličů. Historik Otto Urban v tom vidí důsledek obecného znechucení politikou, paralyzovanou česko-německou obstrukcí.[59][60] Volební systém do zemského sněmu navíc zůstal nezměněn od roku 1861 a rozsáhlé skupiny obyvatelstva, které do celostátního parlamentu (Říšské rady) již volily své zástupce, zde zůstávaly bez zastoupení (nulový zisk měli například v zemských volbách sociální demokraté). Zemský sněm zasedal od prosince 1901 do října 1907.[61]

- Zemské volby v Čechách 1908: Šlo o poslední volby do zemského sněmu. Probíhaly v době, kdy už česká politická scéna díky zavedení rovného a všeobecného volebního práva na celostátní úrovni, poprvé realizovaného ve volbách do Říšské rady roku 1907, nabyla rysů systému více politických stran. V zemských volbách mladočeši přišli o svou dominanci a nejsilnější českou politickou stranou se stali agrárníci, podobně mezi českými Němci se k Pokrokové straně a všeněmcům přidala agrární strana jako výrazná politická síla. Pro nemožnost dohody české a německé politické reprezentace byl sněm trvale paralyzován a jeho význam jako relevantního politického fóra klesal. Vláda na zablokování sněmu reagovala tím, že jej prakticky nesvolávala.[62] První zasedání se po březnových volbách uskutečnilo až v září 1908. Ihned se zde opět dostavil politický pat, když jednotlivé národnostní a stranické kluby nebyly schopné dospět k návrhu volební reformy. Němečtí poslanci proti navrhovaným změnám přešli do obstrukce a zablokovali jakékoliv jednání sněmu. Kvůli obstrukcím nebylo možné provést ani formální ustavení sněmu s jeho orgány a výbory.[63] Sněm zasedal jen od 15. září do 15. října 1908.[64]

## Anenské patenty a rozpuštění sněmu v roce 1913
Od voleb roku 1908 se sněm přel o reformu volebního práva a vyrovnání mezi Němci a Čechy. Němečtí členové parlamentu bojkotovali sněm v letech 1909 a 1910, takže nebylo možno vykonávat smysluplnou činnost. Současně s tím bojkotovali Češi Říšskou radu. V roce 1911 se pokusil nově jmenovaný místodržící Franz Thun und Hohenstein přimět obě strany konfliktu ke spolupráci. Uskutečnila se sice parlamentní zasedání, ta však nepřinášela výsledky. Kvůli nefunkčnosti zemského sněmu, a kvůli finanční situaci, jež spěla ke katastrofě, nechal ministerský předseda Karl von Stürgkh zemský sněm rozpustit takzvanými Anenskými patenty a nejvyššího zemského maršálka Ferdinanda z Lobkovic odvolat, aniž by vypsal nové volby. Císařským patentem z 26. července 1913 byl tak (navzdory ústavě) zemský sněm rozpuštěn a nahrazen zemskou správní komisí (Landesverwaltungskommission). Komise sestávala z pěti českých a tří německých členů za předsednictví hraběte Vojtěcha Schönborna.
Rozpuštěním Českého zemského sněmu končí také jeho dějiny. Po vzniku Československa z Národního výboru Československého vzniklo Revoluční národní shromáždění (později řádné Národní shromáždění republiky Československé) jako celostátní zákonodárný sbor, přičemž zemský zákonodárný sbor v Čechách již nebyl ustaven. Od konce 20. let 20. století ovšem v souvislosti s obnovením zemského zřízení vzniklo České zemské zastupitelstvo pro Čechy, nicméně s menšími samosprávnými pravomocemi.